# Agathodes dufayi
Agathodes dufayi là một loài bướm đêm trong họ Crambidae.